# 香港居民巴士NR806線
香港居民巴士NR806線是香港一條已停辦新界區居民巴士路線，由租租巴營辦，來往觀音花園及黃大仙（盈鳳里）。此路線來回程的行車路線迥異，去程取道坪石邨前往黃大仙，回程則途經鳳凰新村和沙田坳邨前往觀音花園，全程收費為$20.0。此路線主要為沙田區觀音山一帶村村民提供對外交通服務。由於客量不足，此路線過去曾多次更換營辦商，均以停辦收場。

## 歷史
NR806線原為浩名巴士有限公司旗下一條居民巴士路線，主要服務觀音山與鄰近的崗背村、十二笏及茅笪一帶的村民。不過在營運成本不斷上漲下，浩名巴士決定在2013年7月31日起停辦此線，最終獲另一營辦商陳添旅遊巴士有限公司接手繼續經營，但服務則不斷縮減：先在2017年9月1日起把下午繁忙時間班次減少至來回各開兩班，更在2018年4月1日起取消星期日及公眾假期服務。由於客量持續偏低，在面對車長人手不足和持續虧損近200萬的情況下，陳添旅遊最終宣佈在2019年1月16日終止NR806線服務。
自此以後，觀音山一帶村村民一度只能透過市區的士或步行往返村落，惹來居民及沙田區議會關注，運輸署建議發牌讓居民自行營運居民巴士，來往慈雲山及觀音山，然而有關建議被區議員批評。直至2020年7月2日，此線重新投入服務，新經營者為租租巴旗下萬置投資有限公司，於星期一至五繁忙時間和週六及假日日間提供服務。同年9月21日起，此線於平日新增06:15由黃大仙開出的班次，而原有早上由觀音花園開出之班次則提早五分鐘開出。2021年4月1日起，此線於平日試行加開中午班次，為期三個月。同年9月1日起，此線平日早上由觀音花園開出之班次提早至06:30，由於客量仍然持續偏低，租租巴最終宣佈在2025年5月3日終止NR806線服務。

## 服務時間及班次
NR806線停辦前只於星期六、日及公眾假期開10班，而黃大仙（盈鳳里）開的班次（回程）則逢星期一至五開2班，星期六、日及公眾假期開10班，列表如下：
| 方向                        | 服務時間 （星期六、日及公眾假期） | 班次 （分鐘） |
| --------------------------- | --------------------------------- | ------------- |
| 觀音花園開 （去程）         | 07:30－12:30                      | 60            |
| 觀音花園開 （去程）         | 14:30－17:30                      | 60            |
| 黃大仙（盈鳳里）開 （回程） | 07:00－12:00                      | 60            |
| 黃大仙（盈鳳里）開 （回程） | 14:00－17:00                      | 60            |

## 收費
NR806線所有班次的收費一律為$20.0，一律不設分段收費。

## 用車
此路線使用一輛豐田Coaster（車牌FF2289）行走。

## 行車路線
NR806線往黃大仙（盈鳳里）方向途經觀坪路、沙田㘭道、扎山道、清水灣道、龍翔道、蒲崗村道、鳳德道及盈鳳里；往觀音花園方向途經盈鳳里、鳳德道、沙田㘭道、鳴鳳街、雙鳳街、雲華街、慈雲山道、沙田㘭道及觀坪路，具體停站請參考資訊框。